# Indukta
Indukta – rozwinięty wpis do księgi czystopisowej lub nazwa samej księgi, sporządzonej na podstawie protokołu, będącego uproszczonym wpisem do księgi brulionowej. 
Pierwsze księgi zwane czystopisowymi, powstały w zorganizowanej kancelarii. Składały się one z zapisek i dokumentów oraz akt wychodzących. Powstanie ich i funkcjonowanie sięga początków XIV do XVIII wieku. Zawierały wpisy o czynnościach własnych oraz innych instytucji. Od XV wieku księgę czystopisową prowadzono wraz z księgą brulionową.